# (29470) Higgs
(29470) Higgs ist ein im mittleren Hauptgürtel gelegener Asteroid. Er wurde von dem italienischen Amateurastronomen Vincenzo Silvano Casulli am 26. Oktober 1997 am Osservatorio di Colleverde (IAU-Code 596) entdeckt. Das von Casulli gegründete Observatorium befand sich von 1981 bis 2003 in der Stadt Guidonia Montecelio in der Metropolitanstadt Rom Hauptstadt.
Die Rotationsperiode des Asteroiden wurde unter anderem von Andrea Ferrero vom Bigmuskie-Observatorium in Mombercelli, Italien im März und April 2016 untersucht. Die Lichtkurven reichten aufgrund schlechten Wetters jedoch nicht zu einer Bestimmung aus.
Nach der SMASS-Klassifikation (Small Main-Belt Asteroid Spectroscopic Survey) wurde bei einer spektroskopischen Untersuchung von Gianluca Masi, Sergio Foglia und Richard P. Binzel bei einer Unterteilung aller untersuchten Asteroiden in C-, S- und V-Typen (29470) Higgs den S-Asteroiden zugeordnet.
(29470) Higgs gehört zur Eunomia-Familie, einer nach (15) Eunomia benannten Gruppe, zu der vermutlich fünf Prozent der Asteroiden des Hauptgürtels gehören. Die zeitlosen (nichtoskulierenden) Bahnelemente des Asteroiden sind fast identisch mit denjenigen von vier kleineren, wenn man von der Absoluten Helligkeit von 15,4, 15,8, 15,8 und 17,2 gegenüber 13,1 ausgeht, Asteroiden: (109171) 2001 QP64, (115169) 2003 SW80, (188455) 2004 JC11 und (502352) 2015 BT205.
(29470) Higgs wurde am 6. April 2012 nach dem britischen Physiker Peter Higgs (1929–2024) benannt.